# Мартел, Марк
Марк Мартел (род. 16 ноября 1976, Монреаль, Канада) — канадский певец и музыкант.

## Биография
Родился в 1976 году в Монреале, Канада. Любовь к музыке ему привили родители. Во время учёбы в семинарии в Саскачеване в 1999 году он вместе с соседом по комнате Джейсоном Германом и несколькими близкими друзьями основал группу «downhere», играющую в стиле христианский рок. По мере выступлений от имени колледжа звучание группы развивалось. После нескольких лет учёбы группа покинула Канаду и перебралась в Нашвилл, Теннесси, подписав контракт с «Word Records». Группа выпустила десять альбомов.

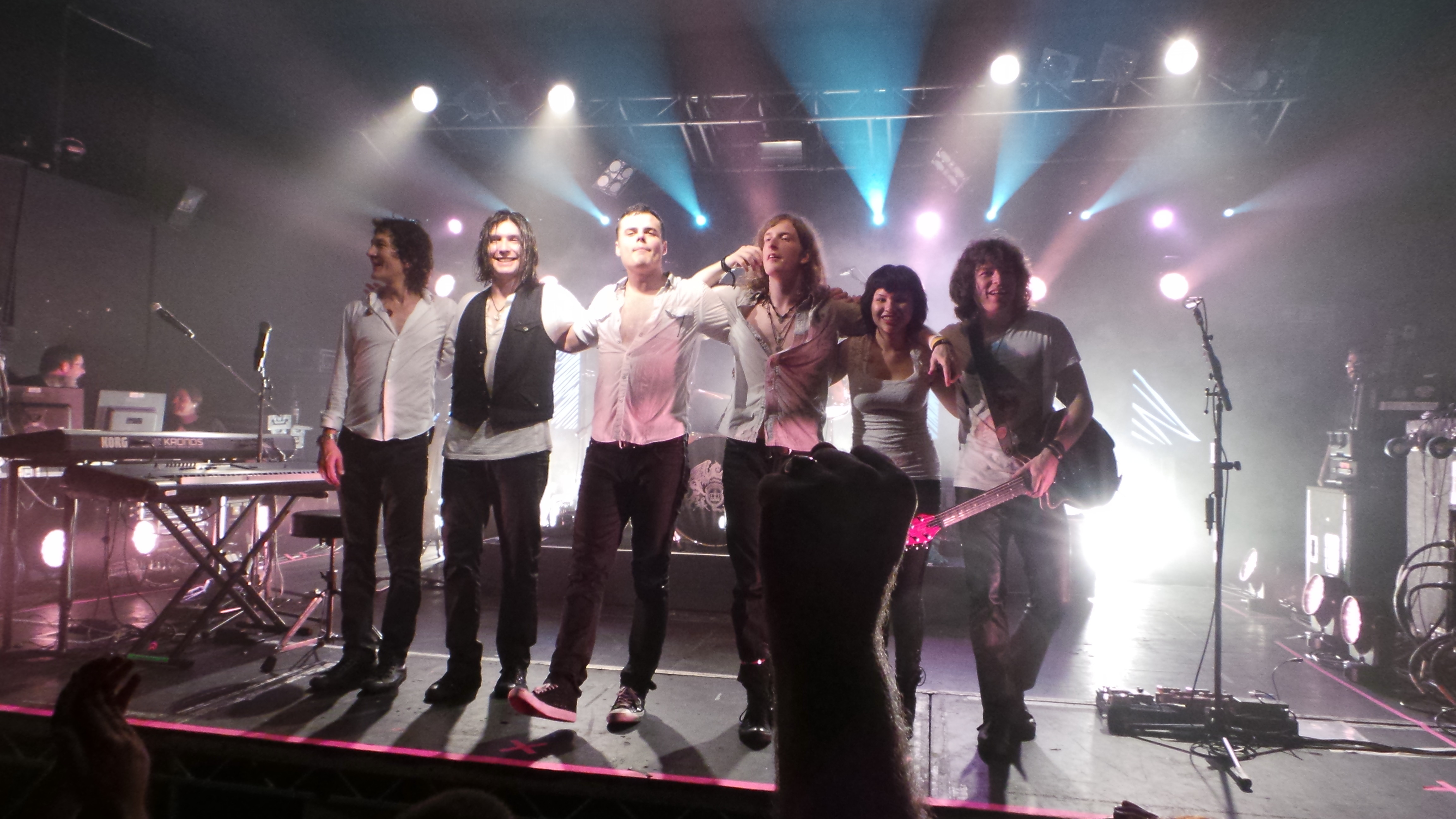
Выступление Queen Extravaganza, 2013 год

В сентябре 2011 года Мартел принял участие в конкурсе, организованном ударником группы Queen Роджером Тейлором для проекта Queen Extravaganza. Видео, на котором Мартел исполняет фрагмент «Somebody to Love», собрало более миллиона просмотров всего за несколько дней, и по состоянию на ноябрь 2018 года насчитывало более 16 миллионов просмотров. Мартел стал одним из победителей соревнования и вместе с группой отправился в 2012 году в шестинедельный концертный тур. Группа активна и в настоящий момент.
В 2017 году Мартел покинул Queen Extravaganza, занявшись сольной карьерой, а также выступает с группами Ultimate Queen Celebration и Black Jacket Symphony.

В мае 2018 года Мартел выступил с симфоническим оркестром, исполняя песни Queen. В июне 2018 года была подтверждена информация, что Мартел записывал часть вокальных партий Фредди Меркьюри для биографического художественного фильма о становлении группы Queen и её фронтмене «Богемская рапсодия». Продюсер фильма Грэм Кинг подтвердил участие Мартела в работе над фильмом в интервью Rolling Stone:
Большинство сцен фильма с пением основывалось на архивном вокальном материале Queen, а также новых записях c Марком Мартелом, канадским рок-исполнителем, голос которого практически неотличим от голоса покойного фронтмена. "Буквально, вы можете закрыть глаза и это Фредди, " — говорит Кинг. «И это очень непросто.»
В интервью FilmJournal International, продюсер более подробно рассказал о том, как Мартел принял участие в записи вокала для фильма:
«Рами в фильме почти не поет, мы использовали много записей Фредди Меркьюри, естественно, а также Марка Мартела. Он отправил видео Брайану Мэю и Роджеру Тейлору, и он поет в точности как Фредди Меркьюри. Мы знали, что у нас есть человек, которого мы можем привлечь для записи вокала, с которым у Рами не получилось и в тех случаях, когда записей Фредди не сохранилось. Мы два с половиной месяца работали в звукозаписывающей студии Abbey Road с Марком и Рами, записывая фрагменты вокала, которые нам необходимы для фильма. Трудно найти человека, который может петь как Фредди Меркьюри, и я не уверен, что фильм состоялся бы, если бы с нами не было Марка.»
Проживает в Нашвилле вместе с женой Кристал.

## Дискография

### С downhere
- 2001 — downhere
- 2003 — So Much for Substitutes
- 2006 — Wide-Eyed and Mystified
- 2007 — Wide-Eyed and Simplified
- 2007 — Thunder After Lightning (The Uncut Demos)
- 2008 — Thank You for Coming (The Live Bootlegs)
- 2008 — Ending Is Beginning
- 2009 — How Many Kings: Songs for Christmas
- 2010 — Two at a Time: Sneak Peeks & B-Sides
- 2011 — On the Altar of Love

### Сольные альбомы
- 2013 — The Prelude (мини-альбом)
- 2014 — Impersonator[11]
- 2016 — The Silent Night (мини-альбом)
- 2016 — Live at the High Watt (концертный альбом)
- 2017 — The First Noel (мини-альбом рождественских песен)
- 2018 — My Way Vol. 1 (мини-альбом кавер-версий)
- 2018 — Thunderbolt & Lightning (кавер-версии Queen)
- 2020 — Live in Auckland New Zealand featuring UQC
- 2020 — A One Take Rhapsody
- 2020 — Thank God It’s Christmas (мини-альбом рождественских песен)